# Sheldon (Illinois)
Sheldon é uma vila localizada no estado americano de Illinois, no Condado de Iroquois.

## Demografia
Segundo o censo americano de 2000, a sua população era de 1232 habitantes.
Em 2006, foi estimada uma população de 1171, um decréscimo de 61 (-5.0%).

## Geografia
De acordo com o United States Census Bureau, Sheldon tem uma área de 2,0 km², dos quais 2,0 km² são cobertos por terra e 0,0 km² cobertos por água. Sheldon localiza-se a aproximadamente 207 metros acima do nível do mar.

## Localidades na vizinhança
O diagrama seguinte representa as localidades num raio de 16 km ao redor de Sheldon.